# Koes Plus
Koes Plus (dawniej Koes Bersaudara) – indonezyjski zespół muzyczny, który zyskał popularność w latach 60. i 70. XX wieku. Należą do klasycznych formacji muzycznych Indonezji, gdzie stali się rozpoznawalni jeszcze przed powstaniem prywatnych przedsiębiorstw telewizyjnych, wykonując muzykę pop/rock na antenie stacji TVRI.
W 2007 roku indonezyjskie wydanie magazynu „Rolling Stone” umieściło sześć albumów Koes Plus w zestawieniu 150 indonezyjskich albumów wszech czasów. Należą do nich: Dheg Dheg Plas (1969) na pozycji 4., To The So Called The Guilties (1967) na pozycji 6., Koes Bersaudara (1964) na pozycji 14., Koes Plus Volume 2 (1970) na pozycji 21., Koes Plus Volume 4 (1971) na pozycji 30. oraz Koes Plus Volume 5 (1971) na pozycji 38.
Ponadto magazyn „Rolling Stone” umieścił dziesięć spośród utworów formacji na liście 150 indonezyjskich utworów wszech czasów. Do utworów tych należą: „Bis Sekolah” (1964) na pozycji 4., „Kembali Ke Jakarta” (1969) na pozycji 6., „Nusantara I” (1971) na pozycji 19., „Kolam Susu” (1973) na pozycji 31., „Bunga Di Tepi Jalan” (1971) na pozycji 80., „Kelelawar” (1969) na pozycji 83., „Manis dan Sayang” (1969) na pozycji 88., „Pelangi” (1972) na pozycji 92., „Jemu” (1975) na pozycji 100. oraz „Di Dalam Bui” (1967) na pozycji 126.